# Clase Sierra (submarino)
Los submarinos de propulsión nuclear SSN del proyecto 945 (designación OTAN: Sierra) fueron desarrollados a partir de 1974 por la Marina soviética.

## Introducción
En 1976 el Ministerio de la Marina Rusa expreso sus deseos para el desarrollo de un submarino capaz de oponerse al modelo estadounidense SSN-688 de la Clase Los Angeles. Los criterios eran: la mayor profundidad de inmersión posible, gran capacidad de armamento, el despliegue de misiles de crucero y bajo nivel sonoro de la unidad.
En principio este submarino estaba destinado en convertirse en el principal submarino de ataque de la Armada de la URSS. Inicialmente, estaba previsto construir 40 naves de este tipo, pero los altos costos de producción hicieron que solo 4 unidades entren en servicio entre 1984 - 1993. En lugar de la siguiente unidad, se decidió introducir en servicio a los más baratos submarinos Clase Akula.

## Clase Sierra I

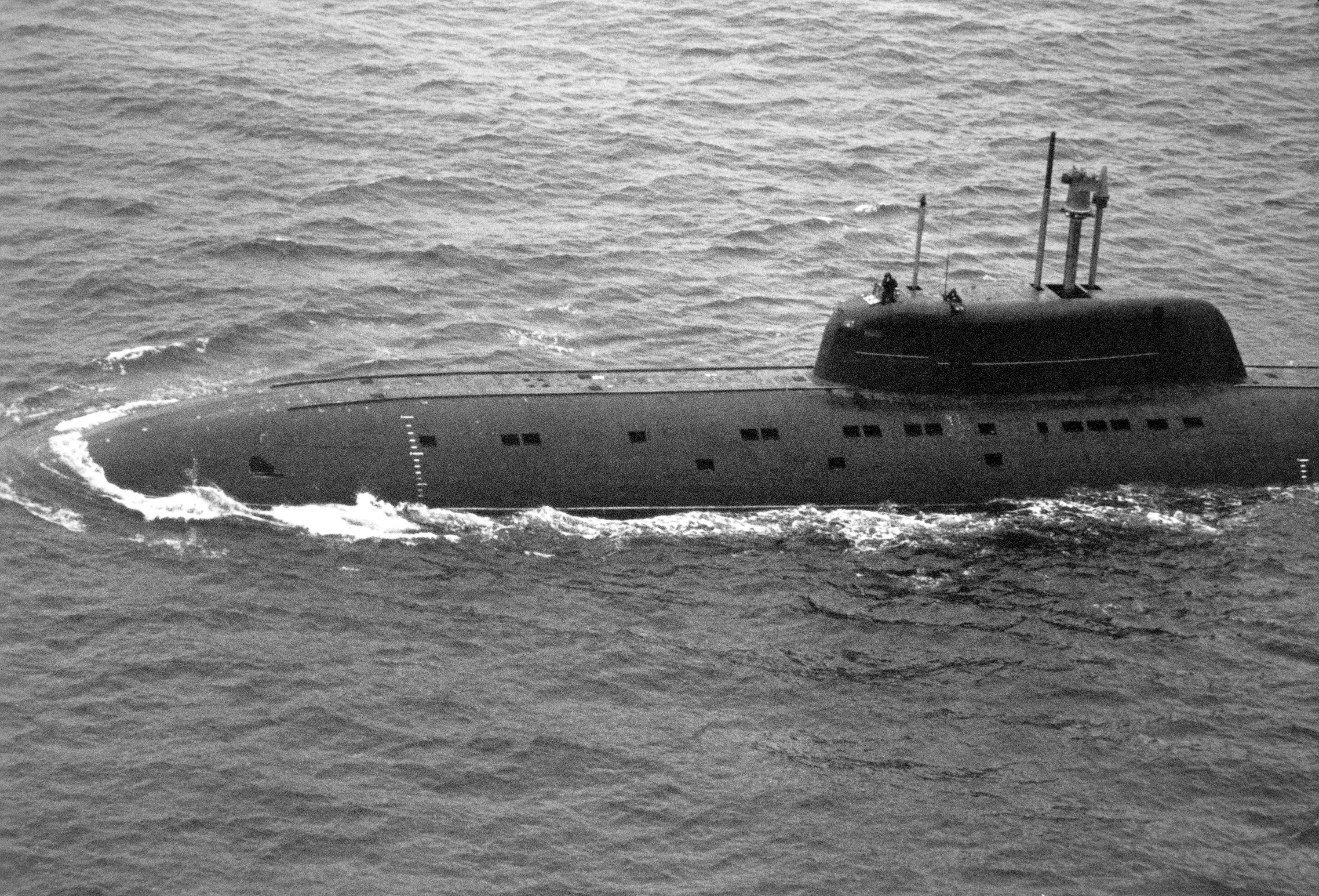
Proyecto 945, Vista cercana de la proa. 1 de noviembre de 1984.

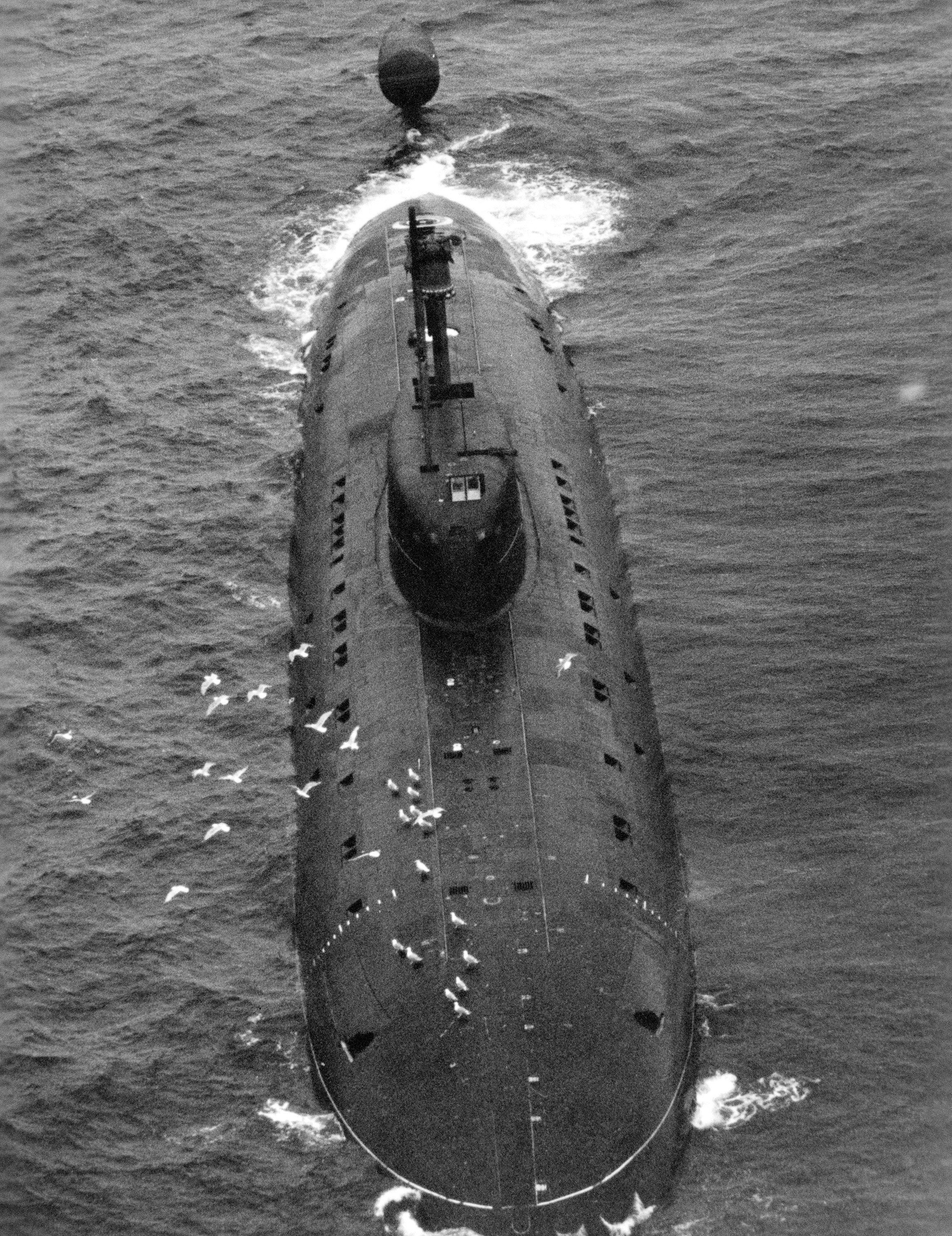
Proyecto 945, 1 de noviembre de 1984.

Submarinos soviéticos del Proyecto 945 Barracuda. Código OTAN - Clase Sierra I. Las oficinas de diseño Lazurita, Malaquita y Rubin empezaron entonces tres anteproyectos. Mientras que Rubin y Lazurit prefirieron un casco de titanio, Malaquita se decantó por un casco de acero, sólo por el costo. La soldadura de los cascos de titanio es muy complicada y el mantenimiento caro. la Oficina de Diseño 112 "Lazurit" empezó a trabajar en el proyecto 945 en marzo de 1972. Empleando la experiencia adquirida durante el desarrollo y construcción de un tipo submarino, también de titanio, el proyecto 685 OTAN Mike con un único integrante, el desventurado( K-278 "Komsomolets" ). Lazurita finalmente realizó el proyecto 945 (OTAN: Sierra I) antes de 1978 y consiguió un contrato para la quilla de dos unidades y Rubin en 1980 obtuvo el contrato para un barco. 

### Unidades

#### B-239
El 25 de julio de 1977 la primera unidad, el K-239 del proyecto 945 como BAPL ( Atom Bolshaya Bueno Podwodnaja Lodka - Gran submarino de propulsión nuclear) se añadió a la lista de la flota de la Armada. El mando fue transferido a E.W. Gurbew. El 20 de julio de 1979 en la grada del astillero Krasnoye Sormovo en Gorki, los primeros tramos, la colocación de la quilla de la B-239. La Asamblea tomó el fuselaje primero causa de los enormes costos de casi cuatro años hasta el 29 de julio de 1982 se llevó a cabo con el despliegue de la grada del astillero, el desbordamiento de pila. Para el equipamiento final y las pruebas el K-239 fue en barcazas desde el Volga a Severodvinsk, donde finalmente en el Mar Blanco, realizó las pruebas en el mar.
El 29 de junio de 1984 el K-239 finalmente fue llamado al servicio de la Armada y para pasar a la flota del Mar del Norte. En 1992, el barco cambió el numeral por B-239 y fue reclasificado finalmente el 6 de abril de 1993 con el nombre Karp (carpa).
Desde julio a diciembre de 1994 se modernizó en los astilleros de Zvyozdochka en Severodvinsk, incluyendo los sistemas de armas y sensores. El 30 de mayo de 1998 el B-239 Karp se fio de baja y se almacenó Severodvinsk, por causa de la creciente carestía de dinero de las fuerzas armadas rusas y los enormes costos. 
En 2014 se le retiró el combustible nuclear, y aunque en ese momento se consideró el modernizar los dos navíos de la clase Sierra I, finalmente se desestimó por estimarse mejor destinar los fondos a submarinos de nueva construcción más avanzados.

#### B-276
La segunda unidad del proyecto 945, el K-276, el 9 de febrero de 1982 se añadió a la lista de la flota y el 21 de abril de 1984 puso la quilla en Krasnoye Sormovo. El mando recayó en SW Kulakov. El 26 de julio de 1986 y se completó la puesta en marcha. El 30 de diciembre de 1987 el K-276 se incorporó al servicio en la flota del Mar del Norte. Junto con su gemelo, que estaba fondeado en la Bahía de Ara en Vidyaevo.
El 11 de febrero de 1992 se produjo en el Mar de Barents un choque entre el submarino americano USS Baton Rouge y el K-276. La colisión produjo graves deformaciones de la vela y el submarino se vio obligado a regresar a la base. El submarino americano fue dado de baja al año siguiente. Desde el 28 de marzo al 29 de junio tuvo lugar la reparación en el astillero Nerpa. 
El 3 de junio de 1992 cambió su numeral por el de B-276. El 6 de abril de 1993, la nave recibió además el nombre de Krab (cangrejo). El 15 de noviembre de 1996, cambio el nombre por el de la ciudad de Kostroma. En el año 2000, se acabó la reparación principal de la nave en el astillero fue Nerpa. En 2008, después de una amplia modernización, el B-276 Kostroma se reintegraba a la flota.
En 2013 se planteó la modernización del navío la Pr.945M , pero en 2017 aún no se había comenzado y al final se desestimó. En 2018 en submarino permanece en su base de Vidyaevo en situación de reserva. 

## Clase Sierra II

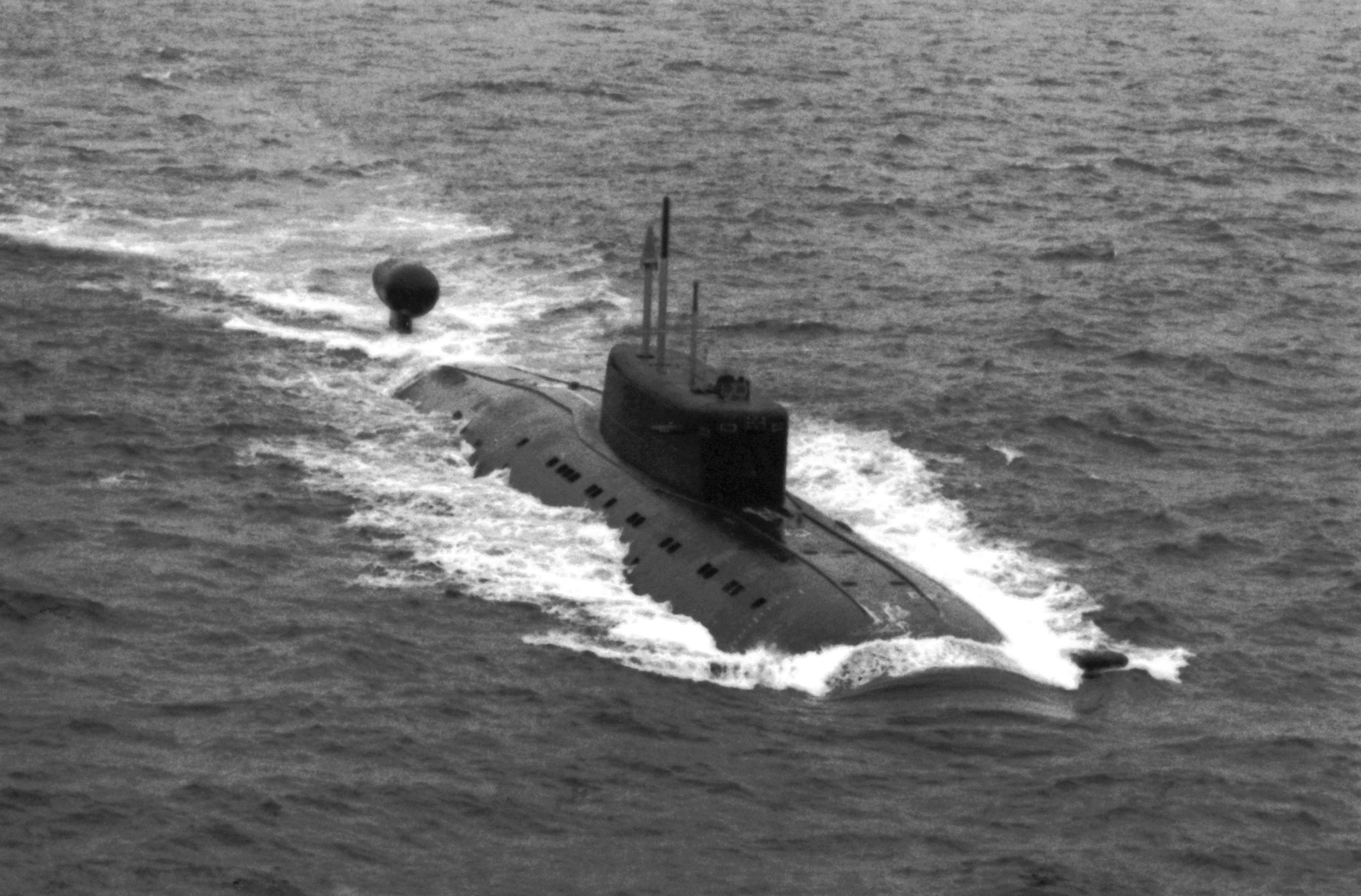
Un submarino Proyecto 945A en la superficie 1994

Submarinos soviéticos del Proyecto 945A Condor. Código OTAN - Clase Sierra II. Lazurita comenzó inmediatamente después de las primeras pruebas con las modificaciones a la clase. El resultado fue el Proyecto 945A (OTAN: Sierra II). A pesar de la Marina después de las pruebas de comparación, al menos no a causa de condiciones más favorables de producción para el proyecto 971 (OTAN Akula ) había decidido y el proyecto 685 fue un banco de pruebas de imposible costos de vuelo a cargo del programa, se Lazurita de nuevo un contrato por dos unidades, ya que, básicamente, todavía no están de acuerdo en lo que fue la clase que debe elegir, aunque el proyecto había alcanzado la producción de la serie 971. Lazurita ventaja fue que la malaquita Proyecto 971 fue precedida por dos años.
Las modificaciones consistieron alargar casco unos tres metros. la inclusión de los misiles de crucero RK-55 Granat (OTAN: SS-N-21 Sampson). La vela más larga 5 m y cambia de forma con un curioso borde plano. Los mástiles se agrupan en el lado de estribor para dejar sitio a dos cápsulas de escape en la vela. El lado de estribor también tiene un sensor de ambiente de 10 puntas instalado en ángulo recto con la parte delantera de la vela. Además, un bulbo más grande en su aleta de timón posterior. El bulbo aloja un sonar remolcado Skat 3 de dípolos pasivos de muy baja frecuencia.

### Especificaciones
- Diseñador: N. I. Kwascha (SKB-112 Lazurit)
- Astilleros: Krasnoje Sermovo, Zavod 112, Nizhni Nóvgorod (antes Gorki); Sevmasch, Severodvinsk
- Tiempo máximo de funcionamiento continuo: 4500 horas
- Provisiones a bordo para: 50 días
- Propulsión: 1 reactor de agua a presión OK-650 de 190MWt, turbina de vapor con 47.000-50.000 CP, una hélice de siete palas
- Material del casco: Aleación de Titanio
- Tripulación: de 59 a 61 (31 Oficiales / 28-30 marineros)
- Armamento:
  - Misiles antisubmarino RPK-6/-7 Vodopod/Veder SS-N-16 Stallion
  - Misiles de crucero SS-N-21-Sampson (solo en los Sierra II)
  - 1 x lanzamisiles antiaéreo SA-N-5 Grail o SA-N-8 Gremlin
  - Torpedos:
    - 4 x tubos lanzatorpedos de 533 mm (dos dentro y dos fuera del caso de presión)
    - equipado con misil submarino VA-111 Shkval, torpedos SET-72, TEST-71M, USET-80
    - 2 x tubos lanzatorpedos de 650 mm (todos dentro del caso de presión)
    - equipado con torpedos Tipo-65-76 o
    - 42 minas
- Sistemas:
  - Radar de superficie "Chiblis"
  - Sistema de navegación "Medviedista-945"
  - Comunicación satelital "Molnya-M"
  - Antenas de radio "Tsunami", "Kiparis", "Anis", "Sintes" y "Kora"
  - Dispositivo de comunicación bajo el agua "MGK-80"
  - Antena VLF "Paravan"
  - Control de combate "Uspletsk"
  - Sonar "MGK-503"
  - Sonar lateral "Akula"
  - Sonar de arrastre "Pelamida"
  - Sonar detector de minas "MG-70"
  - Equipo de guerra electrónica "Buchta"
  - 2 x contramedidas "MG-74 Korund"
  - Receptor de sonar "MT-70"
  - Identificador amigo-enemigo "Nichrom-M"

### Unidades

#### B-534
El primer barco del nuevo proyecto 945A fue botado el 3 de marzo de 1983 de Registrado como una flota K-534' en la lista y 15 de febrero de 1986 en Krasnoye Sormovo puso la quilla. Botado el 8 de julio de 1989 y después de las pruebas realizadas en diciembre el 26 de diciembre de 1990 el barco ingresó en la 6ª división de submarinos de la Flota del Norte.
En junio del 1992 cambio el numeral a B-534, y el 6 de abril de 1993 fue bautizados con el nombre Subatka. Pero el 25 de marzo fue rebautizado como Nizhni Nóvgorod y esta ciudad se hizo cargo del patrocinio de la embarcación. 
Después de un accidente en el compartimento del reactor en el 2001 se le realizó una reparación importante que duró varios años. El barco sigue prestando servicio en la 7ª división de submarinos de la Flota del Norte.

#### B-336
El 29 de julio de 1989 en Krasnoye Sormovo se puso la quilla de la segunda unidad del proyecto 945A, el K-336, pero no fue hasta el 3 de junio de 1992 no se añadió a la lista de la flota reclasificado como B-336. El lanzamiento fue el 28 de junio de 1992. El navío se completó y asignó en diciembre de 1993 y finalmente el 21 de enero de 2014 el B-336 fue introducido en servicio en la flota del Norte. 
El 6 de abril de 1993 se le dio el nombre de Okun, sin embargo, el 3 de abril de 1996 cambió el nombre por el de la ciudad de Pskov, que patrocinaba al navío. 
En el año 2000, B-336 Pskov completado éxito una travesía en el Atlántico Norte desde Langzeittörn. El 5 de marzo de 2003 durante una revisión en el dique seco un trabajo de soldadura produjo el incendio del andamiaje de madera lo que dañó el recubrimiento de goma de insonorización del casco.
En 2011 volvió al astillero SRZ Nerpa en Múrmansk para reparaciones, las que se prolongaron hasta marzo de 2014. El submarino continuaba desde entonces en la estructura de la 7º División de submarinos de la Flota del Norte, basada en la bahía de Ara en Vidyaevo, hasta 2015, cuando regresó al servicio activo.

## Clase Sierra III
El proyecto 945A se había demostrado bien en patrullas de combate y los barcos nunca fueron interceptados. La oficina de diseño Lazurita realizó una nueva modificación, el Proyecto 945AB MARS, que finalmente se lanzó para la producción en serie. 
El submarino nuclear K-123 prácticamente correspondía a los requisitos para embarcaciones de cuarta generación. Se planeó que los submarinos de este proyecto incorporen logros avanzados en el campo de la reducción de ruido. La quilla del primer barco fue colocada en marzo de 1990 en la fábrica número 112 "Krasnoe Sormovo" bajo el número de casco 305.
En noviembre de 1993, la construcción de la embarcación se suspendió con una preparación del 30% debido al cese de la financiación, tras el desmembramiento de la URSS, que obligaron a concentrar los esfuerzos en los proyectos 971 y 949.
Qué sucedió con el K-123 no está claro, pero es posible que el casco aún estuviera en la grada de la construcción por largo tiempo, pero otras fuentes apuntan a que fue desguazado en 1993. 
Los otros dos Sierra III planeados, fueron cancelados antes de ser puestos en grada.

## Lista de submarinos
| Clase Sierra I - Pr. 945 Barracuda | Clase Sierra I - Pr. 945 Barracuda | Clase Sierra I - Pr. 945 Barracuda | Clase Sierra I - Pr. 945 Barracuda | Clase Sierra I - Pr. 945 Barracuda | Clase Sierra I - Pr. 945 Barracuda | Clase Sierra I - Pr. 945 Barracuda                          |
| #                                  | Nombre                             | Comienzo                           | Botado                             | Asignado                           | Flota                              | Estatus                                                     |
| ---------------------------------- | ---------------------------------- | ---------------------------------- | ---------------------------------- | ---------------------------------- | ---------------------------------- | ----------------------------------------------------------- |
| 1                                  | B-239 Carpa                        | 20.07.1979                         | 29.07.1983                         | 29.09.1984                         | NORTE                              | Dado de baja en 1998. Combustible nuclear retirado en 2014. |
| 2                                  | B-276 Kostromá                     | 21.04.1984                         | 27.06.1986                         | 27.10.1987                         | NORTE                              | En reserva en Vidyaevo. Modernización desestimada.          |
| Clase Sierra II - Pr. 945A Kondor  |                                    |                                    |                                    |                                    |                                    |                                                             |
| #                                  | Nombre                             | Comienzo                           | Botado                             | Asignado                           | Flota                              | Estatus                                                     |
| 1                                  | B-534 Nizhni Nóvgorod              | 15.02.1986                         | 08.07.1989                         | 26.12.1990                         | NORTE                              | En servicio.                                                |
| 2                                  | B-336 Pskov                        | 29.07.1989                         | 28.07.1992                         | 14.12.1993                         | NORTE                              | En servicio.                                                |
| Clase Sierra III - Pr. 945AB Mars  |                                    |                                    |                                    |                                    |                                    |                                                             |
| #                                  | Nombre                             | Comienzo                           | Botado                             | Asignado                           | Flota                              | Estatus                                                     |
| 1                                  | K-135                              | ??.??.????                         |                                    |                                    | NORTE                              | Cancelado en 1993 al 30% de preparación.                    |
| 2                                  | K-???                              |                                    |                                    |                                    |                                    | Programa suspendido antes de la puesta en grada             |
| 3                                  | K-???                              |                                    |                                    |                                    |                                    | Programa suspendido antes de la puesta en grada             |